# Dấu dầu Daniell
Dấu dầu hay còn gọi dấu dầu Daniell, tứ chẻ Daniell (danh pháp khoa học: Tetradium daniellii) là một loài thực vật có hoa trong họ Cửu lý hương. Loài này được (Benn.) T.G.Hartley miêu tả khoa học đầu tiên năm 1981 vinh danh bác sĩ người Anh, nhà thực vật học William Freeman Daniell.

## Hình ảnh

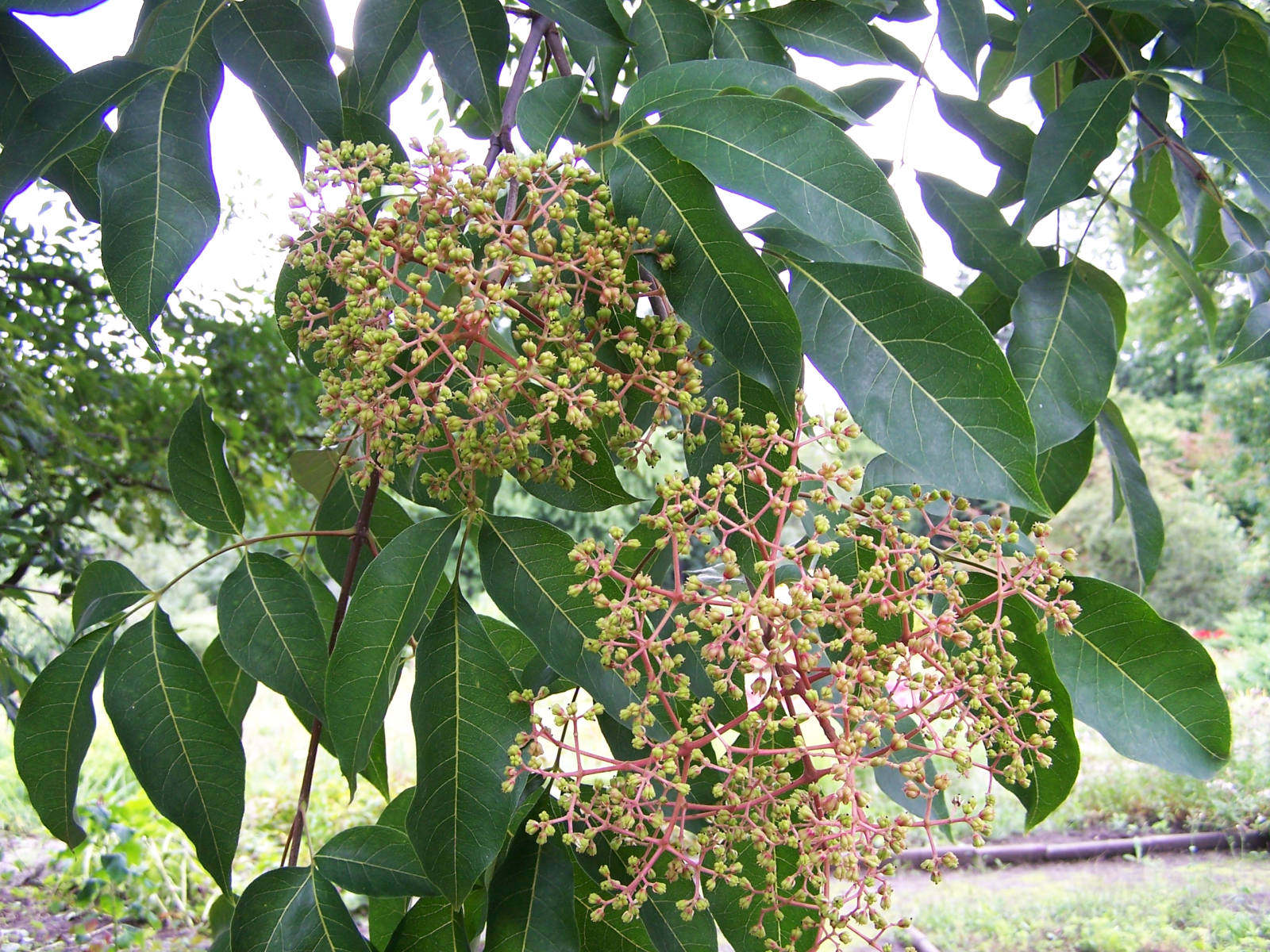
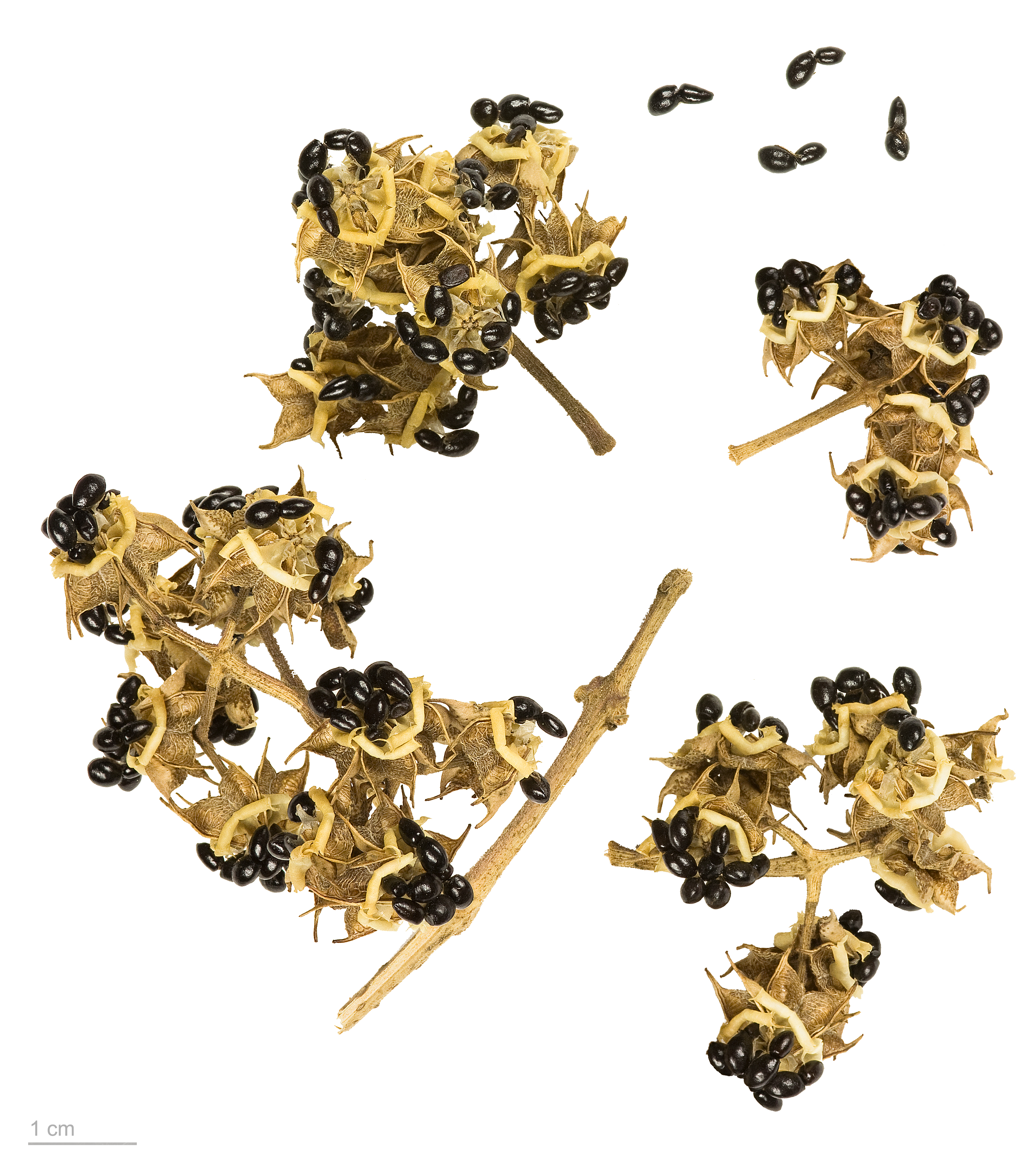
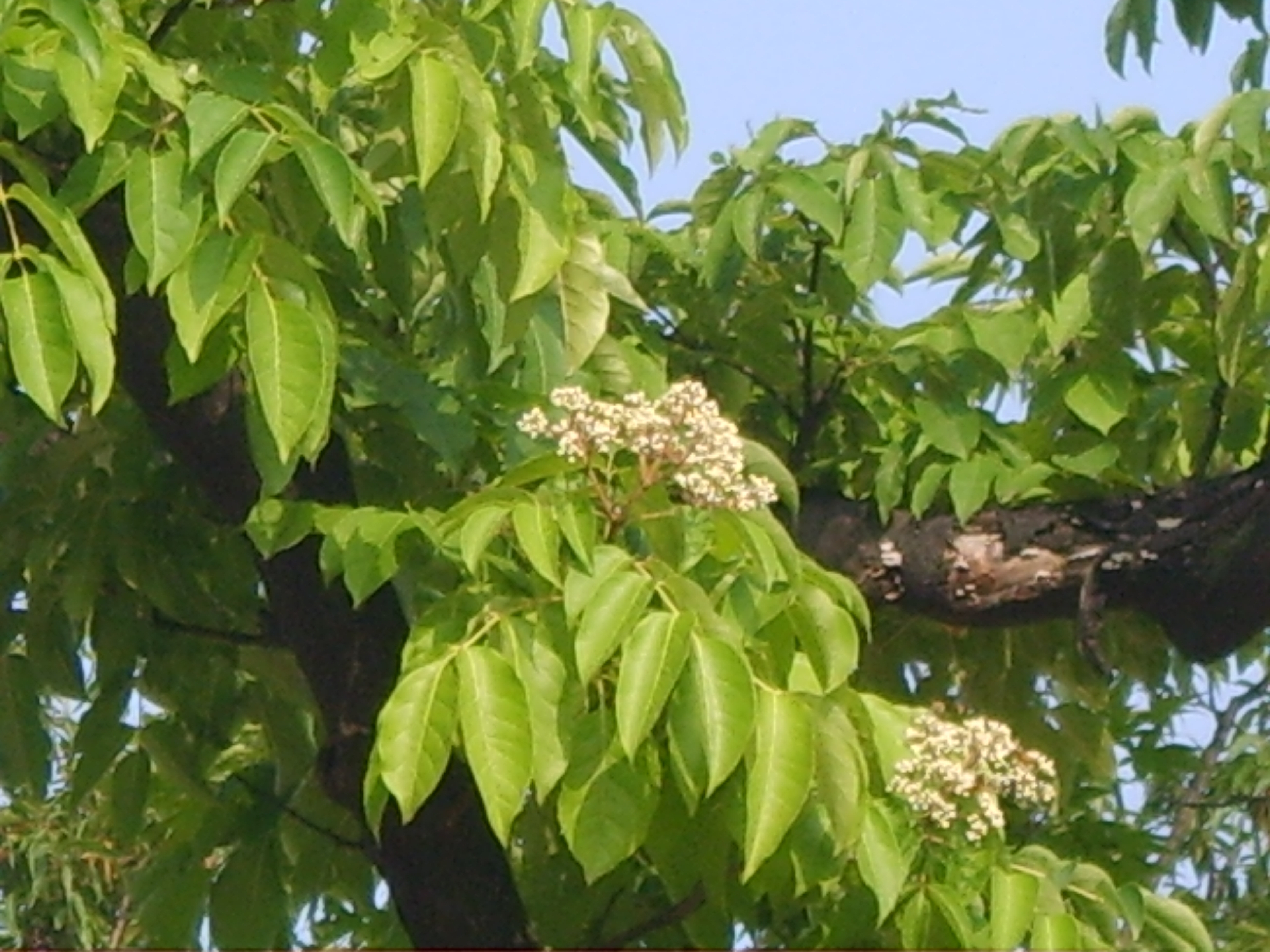
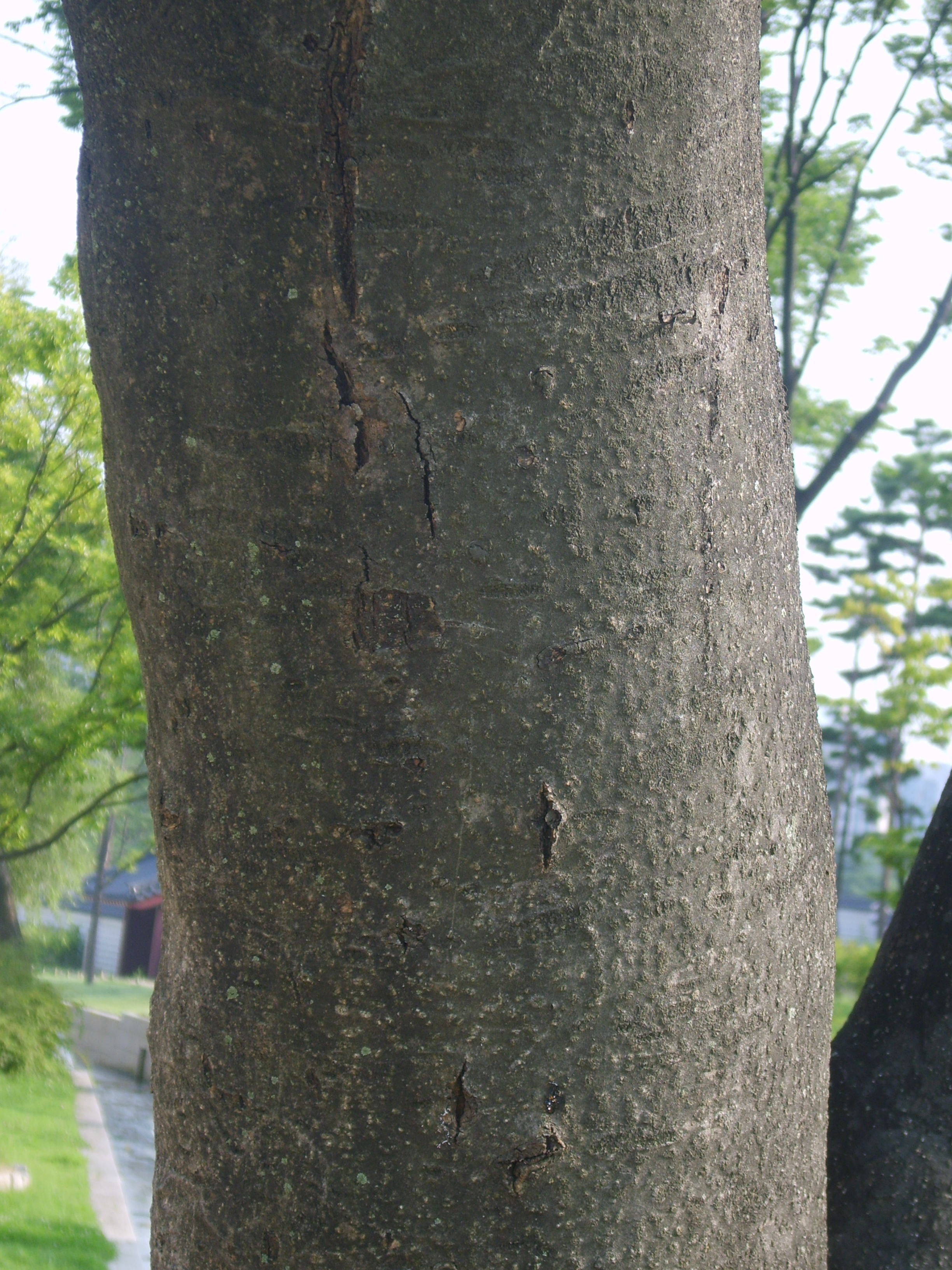